# Hilisaloo (Amandraya)
Hilisaloo is een bestuurslaag in het regentschap Nias Selatan van de provincie Noord-Sumatra, Indonesië. Hilisaloo telt 597 inwoners (volkstelling 2010).